# Joseph Franssen
Joseph Gustave Constant Franssen (Roermond, 15 april 1893 - aldaar, 4 juli 1968) was net als zijn vader Caspar Franssen een Nederlands architect.

## Leven en werk

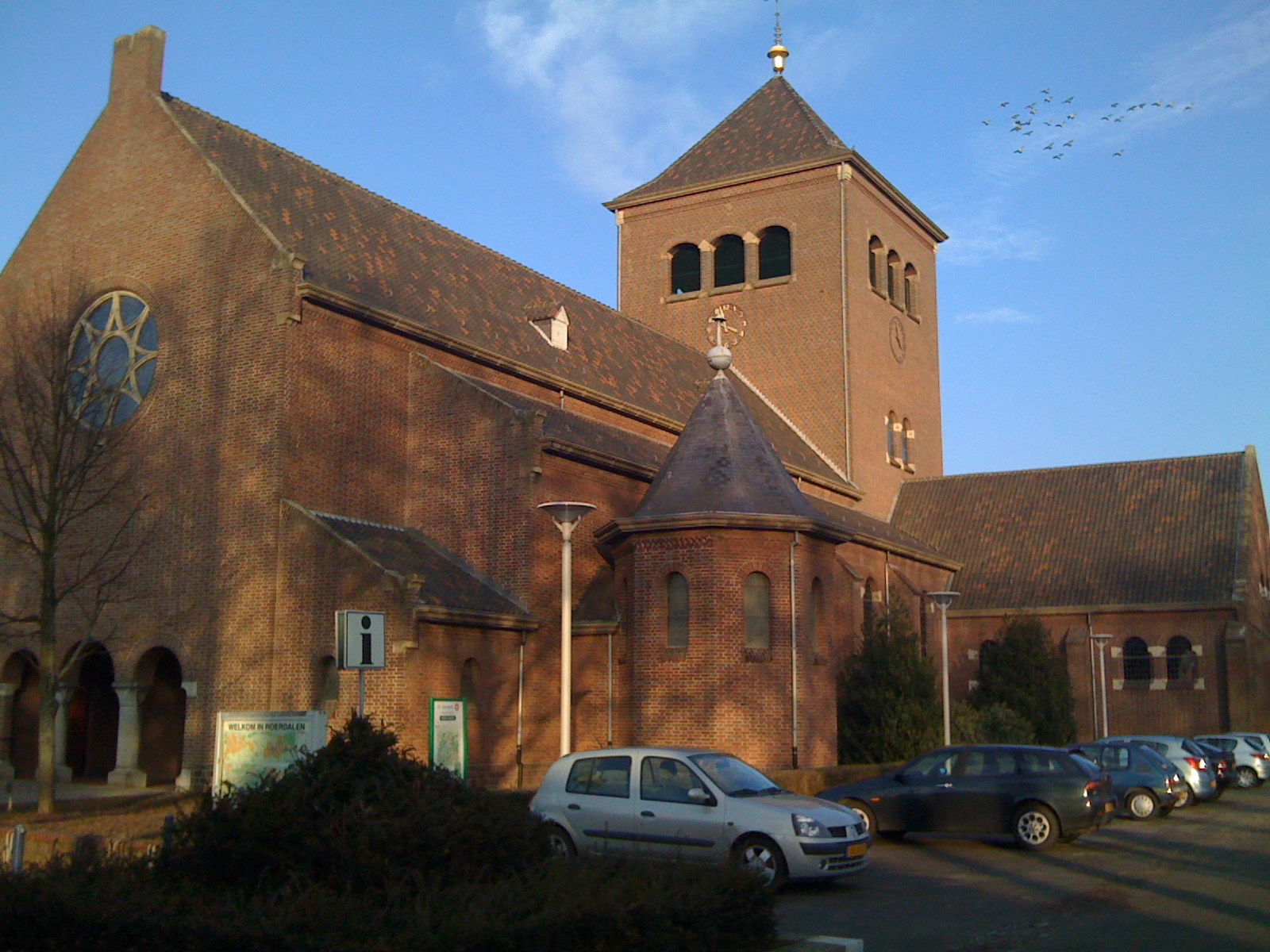
H. Andreaskerk, Melick. 1954-1956 (bouw).

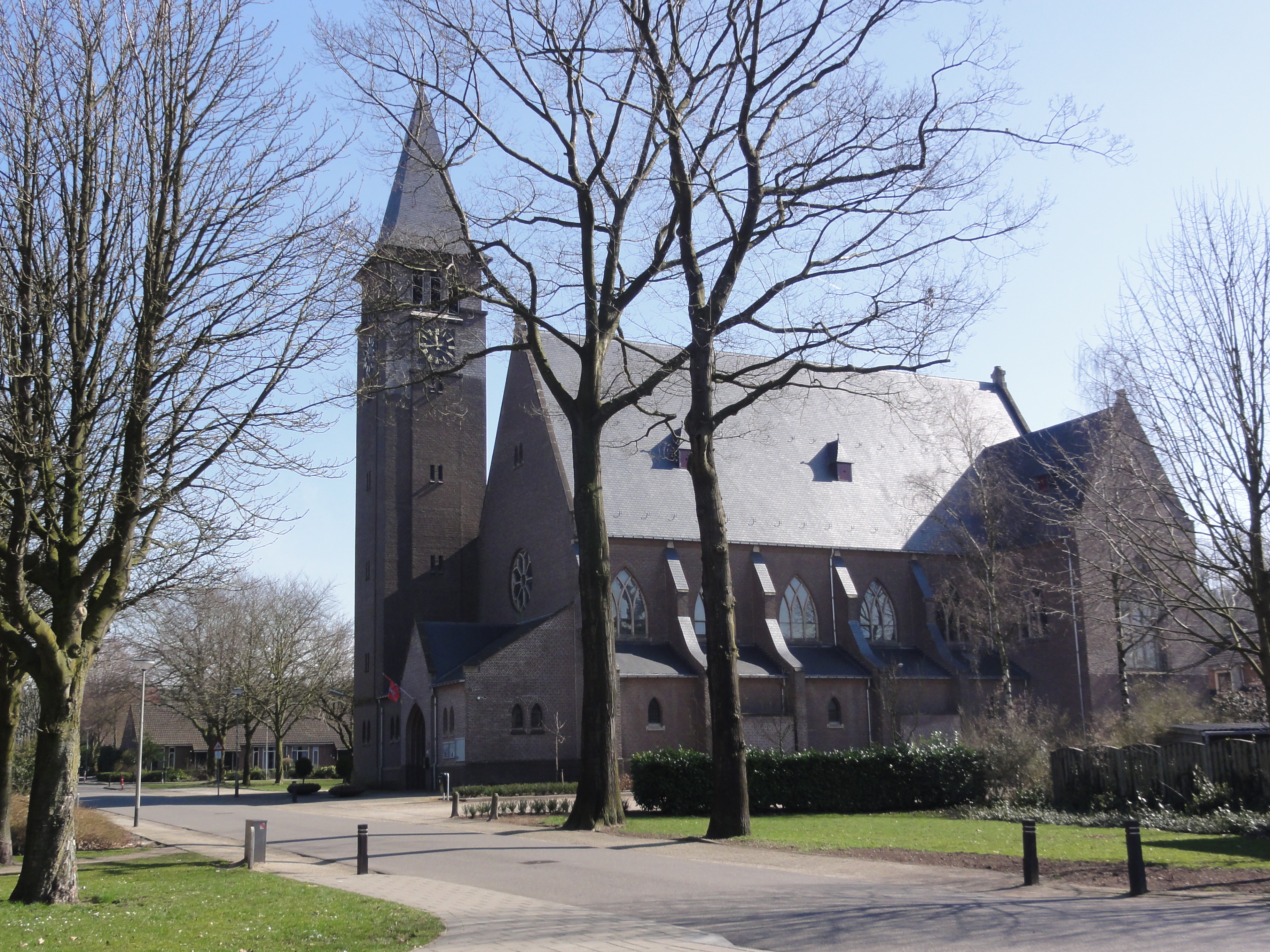
De rectoraatskerk in Molenhoek

Na zijn gymnasiumopleiding aan het Bisschoppelijk College van Roermond ging hij in 1911 in militaire dienst. Zijn studie aan de Technische Hogeschool van Delft werd onderbroken door het uitbreken van de Eerste Wereldoorlog.
Uiteindelijk studeerde hij daar in 1923 af als bouwkundig ingenieur. Net zoals zijn vader, lag de bouw van kerken en kloosters hem het meest na aan het hart. Particuliere woningbouw interesseerde hem minder. Uitzonderingen waren: pastorieën en kapelanieën. Scholen daarentegen konden wel weer op zijn belangstelling rekenen. 
Verder ontwierp hij kantoren, raadhuizen en silo's. 
Tijdens zijn opleiding in Delft werd hij sterk beïnvloed door Marinus Jan Granpré Molière, die voor hem een voorbeeld was. Franssen streefde, (net zoals zijn vader) niet naar vernieuwing. Hij bouwde door vanuit de traditie. Zijn kerken zijn sterk geïnspireerd op romaans en gotiek. 
Regelmatig reisde hij naar Frankrijk en België, om daar Middeleeuwse kerken te bezoeken. Voor de moderne kerkelijke architectuur van binnen- en buitenland had hij minder belangstelling.
Hij had veel waardering voor de architecten Hendrik Willem Valk en Jos Wielders. Met Alphons Boosten en A. Swinkels had hij om persoonlijke redenen niet zoveel op. 
De mooiste kerk die hij ontworpen heeft was volgens Franssen zelf de Sint-Andreaskerk van Melick (bij Roermond) vanwege de gewelven. Hij ontwierp daarnaast de rectoraatskerk van Molenhoek.